# Interpolacja dwuliniowa

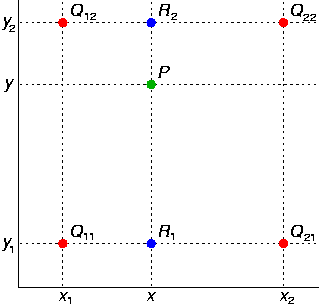
– punkty, w których wartość funkcji jest znana; – punkt interpolowany

Interpolacja dwuliniowa (ang. bilinear interpolation) – metoda rozszerzająca interpolację liniową na interpolację funkcji dwóch zmiennych. Intuicyjnie jest złożeniem dwóch interpolacji liniowych.
W celu przeprowadzenia interpolacji dwuliniowej przeprowadza się dwie interpolacje liniowe dla jednego kierunku (np. wzdłuż osi {\displaystyle OX} w układzie współrzędnych kartezjańskim), a następnie dla tak uzyskanych wartości przeprowadza się interpolację liniową dla drugiego kierunku (w tym przypadku osi {\displaystyle OY}).
Najpierw przeprowadzana jest interpolacja liniowa wzdłuż osi {\displaystyle OX,} więc otrzymuje się:
{\displaystyle f(R_{1})\approx {\frac {x_{2}-x}{x_{2}-x_{1}}}f(Q_{11})+{\frac {x-x_{1}}{x_{2}-x_{1}}}f(Q_{21})\quad {\mbox{gdzie}}\quad R_{1}=(x,y_{1}),}
{\displaystyle f(R_{2})\approx {\frac {x_{2}-x}{x_{2}-x_{1}}}f(Q_{12})+{\frac {x-x_{1}}{x_{2}-x_{1}}}f(Q_{22})\quad {\mbox{gdzie}}\quad R_{2}=(x,y_{2}).}
Następnie przeprowadzana jest interpolacja wzdłuż osi {\displaystyle OY{:}}
{\displaystyle f(P)\approx {\frac {y_{2}-y}{y_{2}-y_{1}}}f(R_{1})+{\frac {y-y_{1}}{y_{2}-y_{1}}}f(R_{2}).}

Jeśli przyjmie się system współrzędnych, w którym znane wartości funkcji {\displaystyle f} znajdują się w punktach o współrzędnych {\displaystyle Q_{11}(0,0),Q_{12}(0,1),Q_{21}(1,0)\ {\text{i}}\ Q_{22}(1,1),} wtedy wzór na interpolację upraszcza się do postaci:
{\displaystyle f(x,y)\approx f(0,0)\,(1-x)(1-y)+f(1,0)\,x(1-y)+f(0,1)\,(1-x)y+f(1,1)xy.}
Postać macierzowa równania:
{\displaystyle f(x,y)\approx {\begin{bmatrix}1-x&x\end{bmatrix}}{\begin{bmatrix}f(0,0)&f(0,1)\\f(1,0)&f(1,1)\end{bmatrix}}{\begin{bmatrix}1-y\\y\end{bmatrix}}.}
Interpolacja dwuliniowa używana jest m.in. w algorytmach służących do zmiany rozdzielczości obrazu cyfrowego (skalowania).